# USS Escolar (SS-294)
Za druga plovila z istim imenom glejte USS Escolar.
USS Escolar (SS-294) je bila jurišna podmornica razreda balao v sestavi Vojne mornarice Združenih držav Amerike.